# Leonardo Price
Leonardo Nelson Price (nacido el 21 de febrero de 1979 en Trelew, Argentina) es un corredor de media distancia de Argentina. Él es un campeón nacional en tres ocasiones a los 800 metros, y dos veces a los 1500 metros.
Price representó a la Argentina en los Juegos Olímpicos de 2008 en Pekín, donde compitió en los 800 metros masculinos. Corrió en la segunda serie con otros seis competidores, entre ellos el sudanés Abubaker Kaki, que era un gran favorito y un posible contendiente de medallas en este evento. Terminó la carrera en sexta posición por tres cuartos de segundo (0.75) por detrás del eslovaco Jozef Repcìk, con un tiempo de 1:49.39. Price, sin embargo, no pudo avanzar a las semifinales, y quedó quincuagésimo primero en la general.